# Zisterzienserinnenkloster Eisenberg

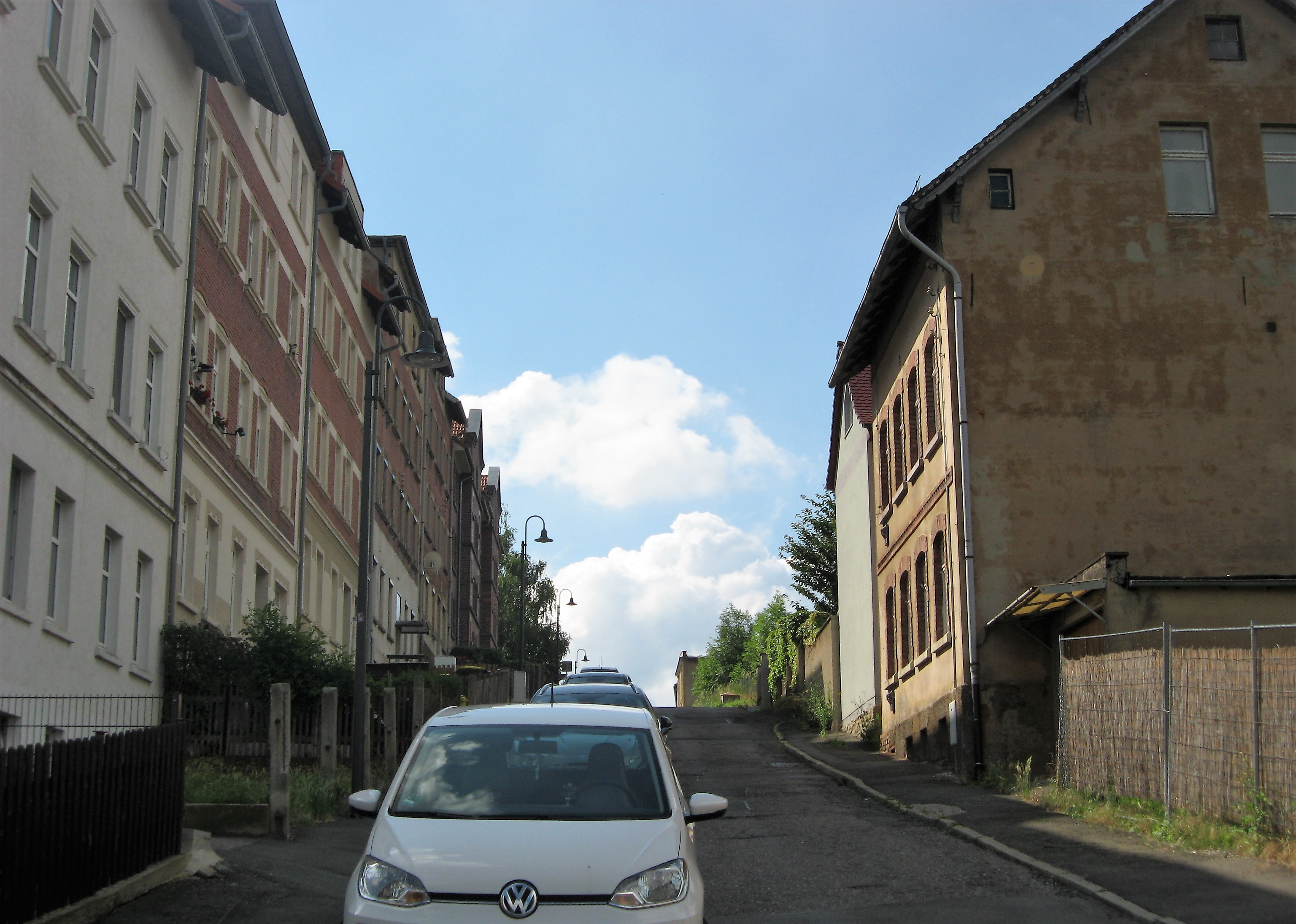
Klosterstraße in Eisenberg

Das Kloster in Eisenberg in Thüringen bestand von 1219 bis 1524 als Kloster der Benediktinerinnen.

## Geschichte
Das von Markgraf Dietrich dem Bedrängten 1210 in Eisenberg gegründete Stift der Augustiner-Chorherren wurde 1219 in ein Benediktinernonnenkloster umgewandelt und nahm die 1212 von Triptis nach Zwickau gewechselten Nonnen auf. Das Kloster trug den Namen Zum Heiligen Kreuz. 1524 kam es zur Auflösung. Heute erinnert nur noch der Straßenname „Klosterstraße“ an das einstige Kloster.